# تور سلام کیتی
تور سلام کیتی (انگلیسی: Hello Katy Tour) نخستین تور کنسرت از خوانندهٔ آمریکایی، کیتی پری بود که در حمایت از آلبوم دومش، یکی از پسرها اجرا شد. این تور در آمریکای شمالی، اروپا، آسیا و اقیانوسیه برگزار شد.

## نگارخانه

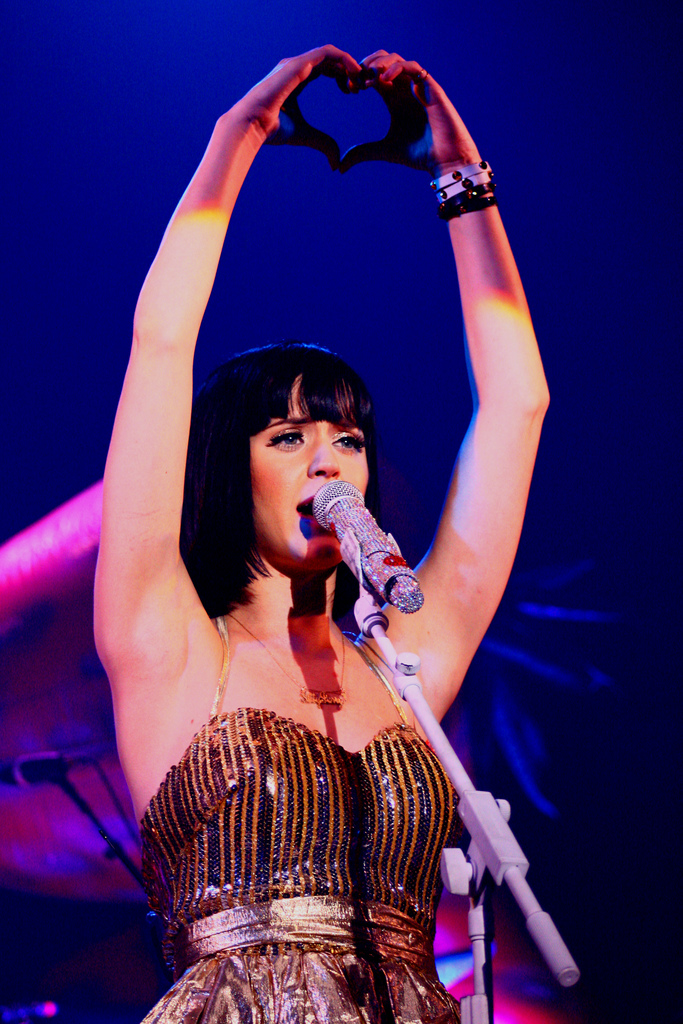
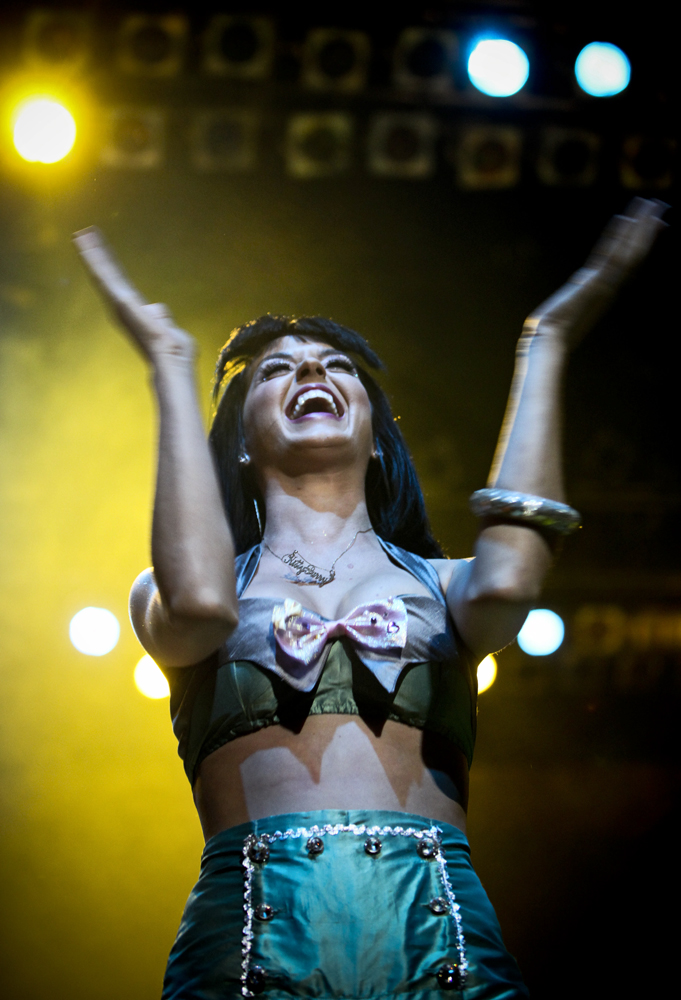
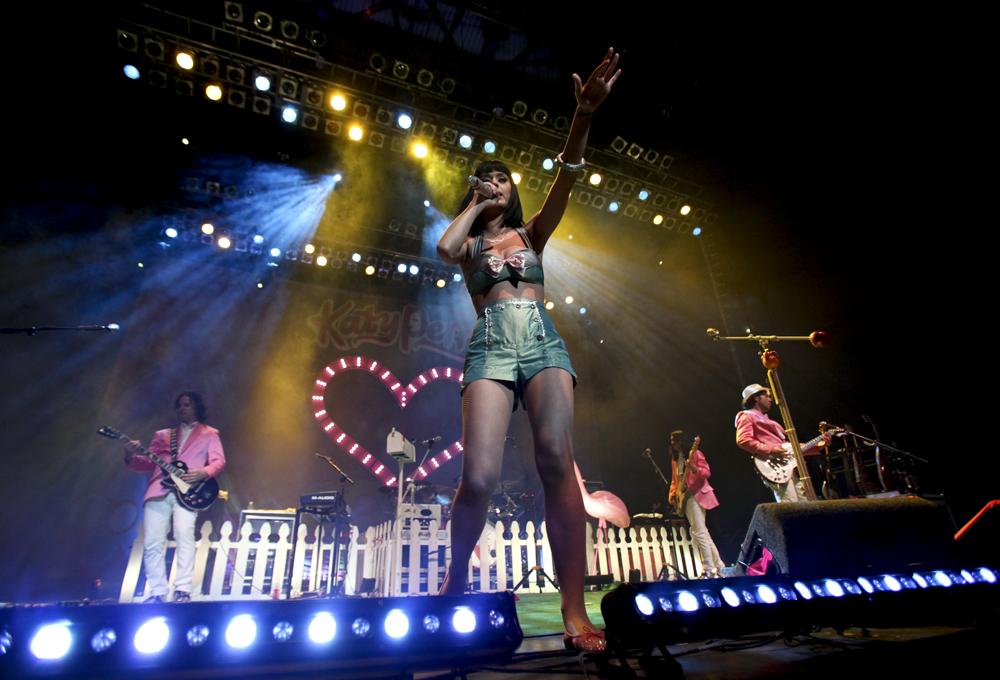

## ترانه‌های اجرا شده
1. "اثر انگشت"
2. "یکی از پسرها"
3. "هاکی پاکی"
4. "داغ و سرد"
5. "تحمیل شده بر خود"
6. "مانکن"
7. "فکر کردن به تو" (ورژن صوتی)
8. "خیلی گی‌ای"
9. "بیداری در وگاس"
10. "گمشده"
11. "هنوز نفس می‌کشم"
12. "فکر می‌کنم آماده‌ام"
13. "اگر می‌توانید مرا بخرید"
14. "دختری را بوسیدم"